# Nature Catalysis
Nature Catalysis — щомісячний рецензований науковий журнал, який видається Nature Portfolio з 2018 року. Публікації охоплюють дослідження в усіх галузях каталізу. Освітлюються як фундаментальні, так і прикладні аспекти досліджень. Головний редактор – Давід Еспозіто.
Відповідно до Journal Citation Reports, імпакт-фактор журналу pf 2021 року становить 40,706, що ставить його на 3 місце серед 163 журналів у категорії «Хімія, фізичні науки».